# Csepel 60
A Csepel 60 háztartási varrógép, melyet a magyar Weiss Manfréd Acél- és Fémművek gyártott az 1950-es években.

## Leírása
Feje az ötvenes-hatvanas évek enyhe modernizmusát hordozza, nem tartalmaz díszítőelemeket. Fémtáblára írták a márkáját (néha Csepel helyett Pannonia), törzsére aranyszámokkal osztálya került, feje fekete. Asztala fa, kétfiókos, fa- vagy csőlábakkal, fa- vagy fémpedállal. A varrógépfej az asztalba hajtható. A pedálon olvasható WM vagy RM felirat, amely a gyártóra utal.